# گول تپه سی
گول تپه سی مربوط به دوره اشکانیان - سده‌های اولیه دوران‌های تاریخی پس از اسلام است و در شهرستان گرمی، بخش مرکزی، دهستان اجارود شمالی، روستای شکر لوی علیا واقع شده و این اثر در تاریخ ۱۲ شهریور ۱۳۸۶ با شمارهٔ ثبت ۱۹۴۲۱ به‌عنوان یکی از آثار ملی ایران به ثبت رسیده است.